# Жирар, Филипп Анри
Филипп Анри Жирар (1 февраля 1775, Лурмарен, Воклюз — 26 августа 1845, Париж) — французский инженер-механик и изобретатель, более всего известный изобретением льнопрядильной машины, а также называемый иногда истинным изобретателем консервной банки.

## Биография
Родился в аристократической семье, был одним из четверых сыновей; с детства интересовался наукой и искусством, создав первое изобретение в 1789 году. Обучался в лучших школах Франции своего времени, в 1790 году поступил в университет Монпелье, где изучал химию и естественную историю, а затем совершенствовался в Марселе в области скульптуры.
Вскоре после революции вернулся в Лурмарен и вступил в Национальную гвардию, впоследствии участвовал в осаде Тулона и вместе с семьёй бежал из страны: его отец и брат Камиль оказались в Швейцарии, Филипп Анри с братом Шарлем Фредериком — в Ливорно. После падения Робеспьера и помощи оставшегося в стране старшего брата Франсуа все четверо смогли вернуться на родину, однако Жирар был вынужден прекратить занятия наукой, чтобы зарабатывать себе на жизнь. Первоначально он стал преподавателем химии, математики и естествознания, а в 1801 году переехал в Марсель, где начал читать курсы физики и химии в местной академии. В скором времени, однако, вместе с Шарлем Фредериком переехал в Париж, в 1806 году представил собственный проект парового двигателя.
Когда в 1810 году Наполеон Бонапарт, стремившийся ликвидировать зависимость континентальной Европы от ввозимых из Великобритании хлопчатобумажных тканей, пообещал миллион франков тому, кто сможет предложить конструкцию для машины, способной прясть льняные ткани, превосходящие их по качеству. Жирар изобрёл и представил такую машину, получив 12 июня на неё патент, но обещанного вознаграждения так и не получил, попав в серьёзные финансовые затруднения из-за связанных с изобретением расходов.
В 1815 году ему пришлось оставить основанную им льняную фабрику во Франции и уехать в Австрийскую империю, где по приглашению императора Франциска II он основал фабрику, работавшую на машинах изобретённого им типа, в Хиртенберге в окрестностях Вены, однако и там он не добился коммерческого успеха, хотя и сумел выплатить некоторые свои долги. В 1817 году он вернулся во Францию, где новые власти обвинили его в неуплате налогов, и в конце концов Жирар был вынужден продать свой патент Англии. Спустя некоторое время ситуация в стране улучшилась, и Жирар основал ткацкую фабрику в Лилле, которая, однако, почти сразу же обанкротилась. В 1818 году Жирар создал проект парохода для хождения по Дунаю.
В 1825 году Александр I пригласил Жирара в Россию, чтобы содействовать в развитии ткацкой промышленности. Поселившись в Варшаве, он стал советником правительства Царства Польского и банка Польши, а в 1831 году при финансовой поддержке властей основал в окрестностях столицы льняную фабрику; располагавшаяся рядом с ней и значительно выросшая деревня Руда-Гузовска была вскоре переименована в его честь — Жирардув. В Париж он не возвращался до 1844 года, а вернувшись, представил на Всемирной выставке целый ряд своих изобретений и имел планы основать новые фабрики. Вскоре он обнаружил, что некоторые его кредиторы по-прежнему желают взыскать с него долги по его обязательствам. В начале 1845 года за него вступился король Луи-Филипп, и Жирар даже начал получать небольшую пенсию, но через шесть месяцев умер. Помимо льнопрядильной машины, он был автором целого ряда изобретений, в массе своей забытых вскоре после их создания. 23 сентября 1853 года его семье удалось добиться от французского правительства выплаты себе вознаграждения в 6000 франков в знак признания изобретательских заслуг Жирара.